# Бово (судно)
Бово — полуторамачтовое парусное судно для прибрежного мореходства, характерное для Сицилии конца XIX века. Широко применялось для перевозки грузов и рыболовства, иногда оснащалось артиллерийским орудием и использовалось в военных целях.
Обычно такое судно имело острые обводы корпуса, длину от 12 до 18 метров и могло брать на борт до 40 тонн груза. Его обе мачты оснащались латинским парусным вооружением, на длинном бушприте устанавливался навесной фок.